# Hannover
 Ovo je glavno značenje pojma Hannover. Za druga značenja pogledajte Hannover (razdvojba).
Hannover ([haˈnoːfɐ] (izgovor [▶]; donjonjemački: Hannober) glavni je grad njemačke pokrajine Donje Saske. U gradu živi preko pola milijuna stanovnika.

## Povijest
Hannover je osnovan u ranom srednjem vijeku na lijevoj obali rijeke Leine kao maleno selo na križanju dvaju trgovačkih puteva, čiji su stanovnici živjeli od ribarenja i prevoženja putnika preko rijeke. Prvi puta se spominje 1241. u dokumentu kojim mu vojvoda Otto I, zvan Otto das Kind, priznaje gradske privilegije. U 14. stoljeću grad je zaštićen zidinama, a u njega se moglo ući kroz troja gradska vrata koja su se zvala Leintor, Aegidientor i Steintor. U istom stoljeću izgrađene su i tri gradske crkve Aegidienkirche, Marktkirche i Kreuzkirche (crkva Svetog križa).
Grad je jako stradao u bombardiranjima u vrijeme Drugog svjetskog rata, kada je porušeno i popaljeno dvije trećine zgrada, a velika je većina građana ostala bez krova nad glavom.
Ključni poslodavci su Continental, Volkswagen, Talanx, VHV i Hannover Re.

## Vanjske poveznice
- Službena stranica

### Ostali projekti
|  | Zajednički poslužitelj ima još gradiva o temi Hannover |